# Propustularia
Propustularia là một chi ốc biển, là động vật thân mềm chân bụng sống ở biển trong họ Cypraeidae, họ ốc sứ

## Các loài
Các loài thuộc chi Propustularia bao gồm:
- Propustularia surinamensis (G. Perry, 1811)[2]